# SU Голубя
SU Голубя (лат. SU Columbae) — двойная звезда в созвездии Голубя на расстоянии приблизительно 6426 световых лет (около 1970 парсек) от Солнца. Фотографическая звёздная величина звезды — от +12,3m до +11,3m.
Классифицирована как переменная звезда типа RR Лиры Гертой Гесснер в 1985 году*.

## Характеристики
Первый компонент — белая пульсирующая переменная звезда типа RR Лиры (RRAB) спектрального класса A2II. Масса — около 1,911 солнечной, радиус — около 6,137 солнечного, светимость — около 44,23 солнечной. Эффективная температура — около 6385 K.
Второй компонент — коричневый карлик. Масса — около 53,68 юпитерианской. Удалён в среднем на 1,856 а.е..